# Empresa Saudita de Telecomunicações
A Empresa Saudita de Telecomunicações (Saudi Telecommunication Company - Group, estilizada como STC; árabe : شركة الاتصالات السعودية) fornece serviços de TIC no Reino da Arábia Saudita, em todo o Oriente Médio e Europa. O grupo oferece infraestrutura de telefonia fixa, serviços móveis e de dados e serviços de banda larga e computação em nuvem. O Grupo STC também oferece pagamentos online, telecomunicações, IOT, 5G, jogos eletrônicos, segurança cibernética, entretenimento digital e fintech.

## História
A  Empresa Saudita de Telecomunicações (STC) foi criada como uma sociedade anônima saudita em 21 de abril de 1998 e iniciou operações de serviços de telecomunicações em toda a Arábia Saudita em 2 de maio de 1998 como uma entidade de propriedade integral do governo da Arábia Saudita. A STC recebeu registro comercial como Saudi Joint Stock Company em 29 de junho de 1998 e fechou sua oferta pública inicial (IPO) em janeiro de 2003. Em 11 de abril de 2006, a STC aprovou o aumento do capital social de SR$ 15.000 milhões para SR$ 20.000 milhões através de uma transferência dos lucros retidos para o capital.
A Saudi Digital Payments Company (Banco STC) foi lançada em 2017.
Em dezembro de 2019, a empresa lançou uma nova identidade, e os nomes de suas filiais no Bahrein e no Kuwait foram alterados de VIVA para STC Kuwait e STC Bahrain. Em junho de 2021, o Banco Central da Arábia Saudita aprovou a conversão da Saudi Digital Payments Company (STC Pay) em um banco digital. A STC substituiu todas as suas redes 3G por 5G em outubro de 2021.
Em 2021, o Fundo de Investimento Público (PIF), fundo soberano da Arábia Saudita vendeu 120 milhões de ações da STC por US$ 3,2 bilhões após concluir uma oferta secundária de ações do Grupo STC.
Em fevereiro de 2022, foi anunciado que a subsidiária STC, TAWAL, adquiriu a empresa paquistanesa AWAL Telecom Private Limited - uma fornecedora independente de torres de telecomunicações passivas, por um valor não revelado. AWAL foi rebatizado como TAWAL Paquistão.
Em colaboração com o Grupo Alibaba, o Alibaba Cloud foi lançado em maio de 2022. Center3, uma nova empresa de ativos de infraestrutura digital de propriedade do Grupo STC, foi lançada em outubro de 2022. O Grupo STC também concluiu o primeiro 1.2T/ teste de canal em sua rede óptica DWDM.
Em fevereiro de 2023, a GO Telecom firmou parceria com a empresa para fornecer serviços de IoT em toda a rede do Grupo STC. A Microsoft e a STC também expandiram a sua parceria nesse mesmo mês para avançar ainda mais a digitalização em toda a Arábia Saudita.  Foi anunciado em março de 2023 que o Grupo STC forneceria a infraestrutura digital para o Grande Prêmio de Fórmula 1 da Arábia Saudita, tornando-se o terceiro ano consecutivo de parceria da empresa. A TAWAL, subsidiária da Empresa Saudita de Telecomunicações, iniciou oficialmente suas operações na Europa em agosto daquele ano.
Em setembro de 2023, foi anunciado que o Grupo STC adquiriu uma participação de 9,9% na empresa multinacional de telecomunicações com sede em Madrid, Telefónica, SA. O negócio valia 2,1 bilhões de euros - tornando o Grupo STC o maior acionista da empresa.

## Operações
Os serviços do Grupo STC estão divididos em quatro grandes categorias:
- Al-Jawal - Rede móvel[21]
- Al-Hatif - Rede fixa[21]
- Soluções por stc - Serviços de Internet[21]
- STC Bank - Pagamento digital e carteira digital  primeiro e maior unicórnio fintech do Oriente Médio[21]